# Musakücə
Musakücə è un comune dell'Azerbaigian situato nel distretto di Masallı. Conta una popolazione di 3 322 abitanti.